# Safe Hands Challenge
Safe Hands Challenge é uma campanha lançada pela Organização Mundial da Saúde (OMS) após declarar a pandemia de COVID-19. Foi lançada em 13 de março de 2020 por Tedros Adhanom Ghebreyesus, diretor da OMS. A campanha pede a todos que lavem as mãos regularmente por 40 segundos por segurança e para prevenir a transmissão de doenças. A OMS também convocou celebridades de todo o mundo para participar do Safe Hands Challenge.

## Resposta
Em apenas 48 horas, 'The Safe Hands Challenge' foi usado como uma hashtag do TikTok quase meio bilhão de vezes. Celebridades como Pussycat Dolls, Billy Porter, Deepika Padukone e Sachin Tendulkar postaram vídeos higienizando as mãos como parte do Safe Hands Challenge.